# Kai Chidi Kitamura
Kai Chidi Kitamura (japanisch 北村 海 チディ Kitamura Kai Chidi; * 17. September 2000 in der Präfektur Saitama) ist ein japanischer Fußballspieler.

## Karriere
Kai Chidi Kitamura erlernte das Fußballspielen in der Schulmannschaft der Kanto Daiichi High School sowie in der Universitätsmannschaft der Toin University of Yokohama. Von 2019 bis 2019 spielte er für den Toin University of Yokohama FC in der Regionalliga. Am 1. Februar 2023 unterschrieb er einen Vertrag beim Zweitligisten Fujieda MYFC. Sein Zweitligadebüt gab Kitamura am 26. März 2023 (6. Spieltag) im Auswärtsspiel gegen den Renofa Yamaguchi FC. Bei dem 3:0-Auswärtserfolg stand er in der Startelf und spielte die kompletten 90 Minuten.